# Maťo Homola

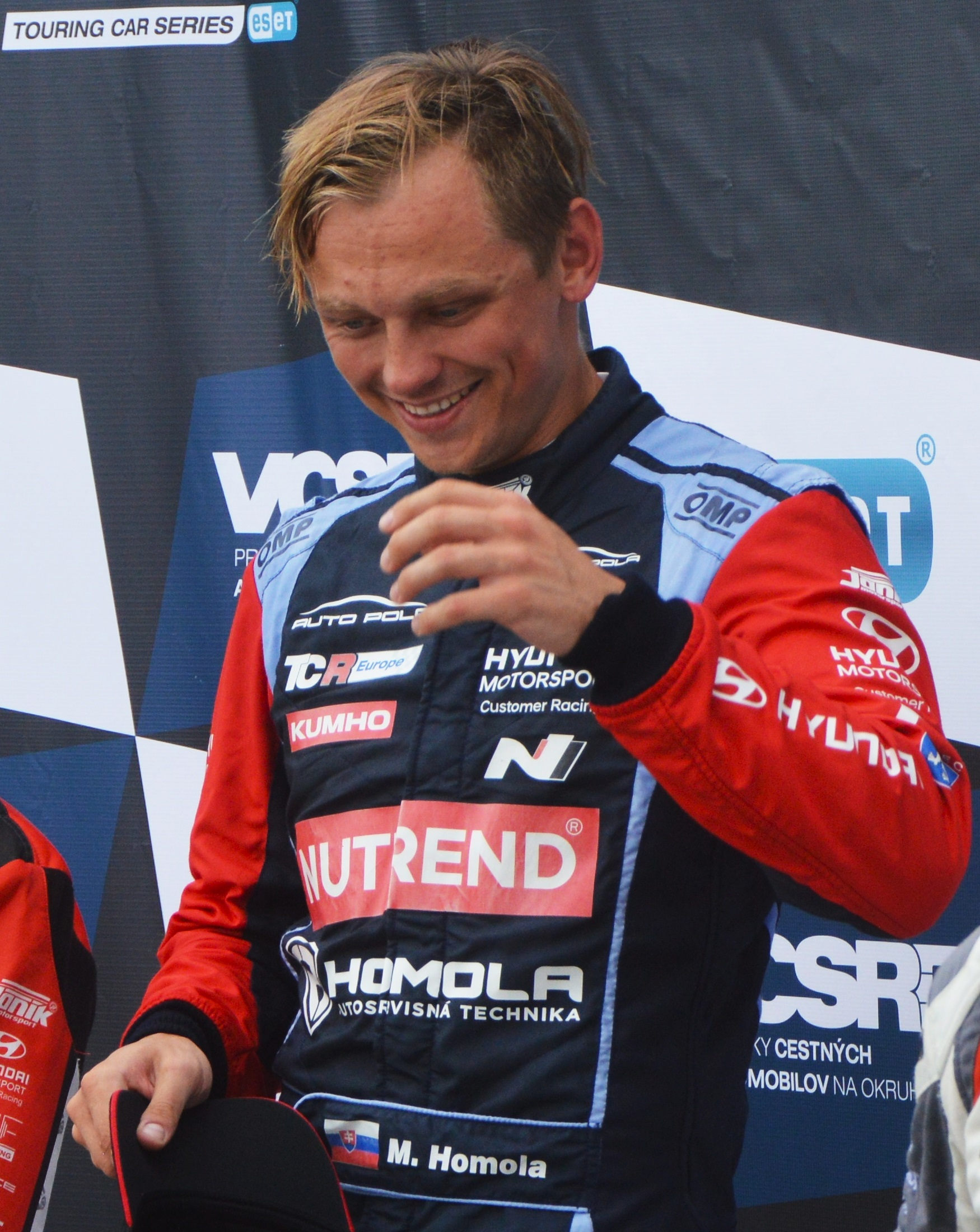
Maťo Homola

Mat'o Homola (Bratislava, 19 juli 1994) is een Slowaaks autocoureur.

## Carrière
Homola begon zijn autosportcarrière in het karting in 2008 en werd drie jaar op een rij vijfde in het Slowaakse kartkampioenschap. In 2010 stapte hij over naar de autosport, waarbij hij deelnam aan de 1400ccm-klasse van het Slowaakse circuitkampioenschap en hierin als tweede eindigde. In 2011 stapte hij in dit kampioenschap over naar de 2000ccm-klasse en werd overtuigend kampioen. Ook in 2012 kwam hij uit in dit kampioenschap, maar kon zijn titel niet verdedigen en eindigde als tweede.
In 2012 maakte Homola ook zijn debuut in de European Touring Car Cup voor zijn eigen team Homola Motorsport tijdens zijn thuisrace op de Slovakiaring. In de Super 2000-klasse eindigde hij hier met een BMW 320si tweemaal als derde. In 2013 maakte hij de fulltime overstap naar dit kampioenschap en won direct twee races op de Slovakiaring en het Autodromo di Pergusa, waardoor hij achter Petr Fulín als tweede in het kampioenschap eindigde. Ook in 2014 was hij actief in dit kampioenschap in de klasse die haar naam had veranderd naar de TC2 Turbo, maar ditmaal met een BMW 320 TC. Opnieuw won hij een race op de Slovakiaring, maar opnieuw eindigde hij als tweede in het kampioenschap achter Nikolay Karamyshev.
In 2015 maakte Homola binnen de ETCC de overstap naar de Single-makes Trophy, waarin iedereen gebruikmaakt van een Seat León Cup Racer. Dat jaar maakt hij ook zijn debuut in het World Touring Car Championship tijdens zijn thuisrace op de Slovakiaring in een Chevrolet RML Cruze TC1 voor het team Campos Racing.